# Балокум'я

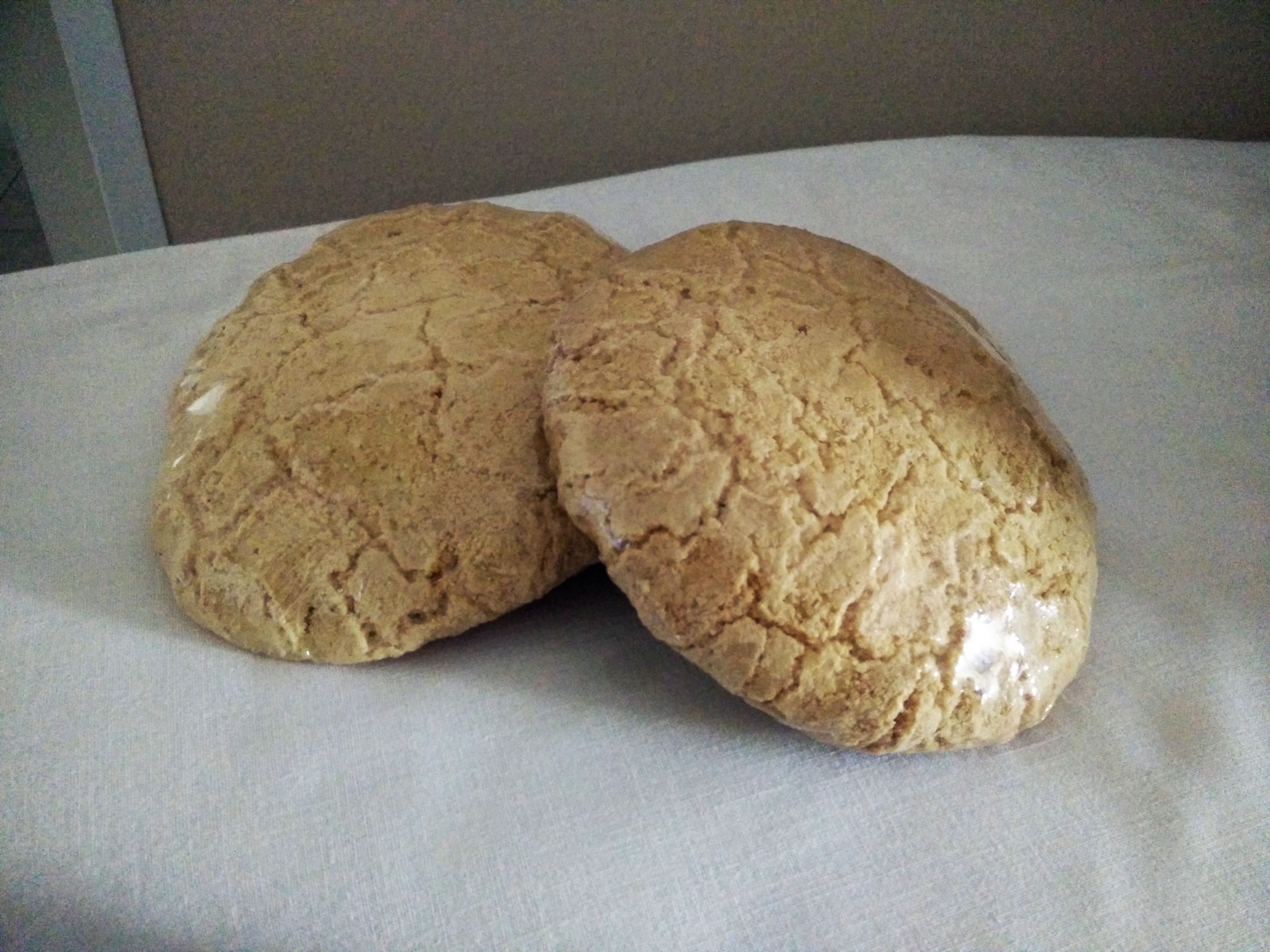
Балокум'я

Балокум'я (алб. ballokumja) або балакум'я (алб. ballakumja) — печиво з кукурудзяного борошна, страва албанської кухні, що виникла в Ельбасані, але в даний час популярна в усій Албанії, а також серед албанців Косово та Північної Македонії. Традиційно його готують 14 березня — на язичницьке свято відродження природи Dita e Verës (з алб. — «День літа»), який спочатку святкували тільки в Ельбасані, а з 2004 року відзначають в Албанії як державне свято.

## Етимологія
Албанська традиція пов'язує появу назви «балокумья» з османським правителем, який керував Ельбасані в XVI столітті. Вперше спробувавши кукурудзяне печиво, він вигукнув: «Është ba si llokume!» (з алб. — «Смачно, як рахат-лукум!»). Від цієї фрази виникло сучасне слово ballokumja.
Балокум'ю також називають kulaç me finj (з алб. — «печиво з лугу»), так як в тісто за традицією додають трохи настою деревної золи (finj), відфільтрованого через марлю (в даний час його часто замінюють такою ж кількістю молока).

## Рецепт
Основні інгредієнти балокум'ї — кукурудзяне борошно, вершкове масло (традиційно з козячого молока), цукор та яйця. Тісто замішують в мідному тазі дерев'яною ложкою, так як вважається, що через високу теплопровідність міді це може позитивно вплинути на консистенцію. Замішувати тісто потрібно енергійно, тому часто це роблять чоловіки. Випікати балокум'ю слід в дров'яній печі.
На свято Dita e Verës жителі Ельбасана часто відправляють балокум'ю поштою родичам і друзям, які живуть в інших містах.